# SN 2005mh
SN 2005mh – supernowa typu Ia odkryta 31 października 2005 roku w galaktyce A024456+0012. W momencie odkrycia miała maksymalną jasność 23,10m.